# Mi Hong
Mi Hong (* 8. Juli 1993) ist ein chinesischer Sprinter, der sich auf den 100-Meter-Lauf spezialisiert.

## Sportliche Laufbahn
Erste internationale Erfahrungen sammelte Mi Hong bei den Asienspielen 2018 in Jakarta, bei denen er mit der chinesischen 4-mal-100-Meter-Staffel in 38,89 s die Bronzemedaille hinter den Teams aus Japan und Indonesien gewann.

## Persönliche Bestzeiten
- 100 Meter: 10,29 s (+1,6 m/s), 11. April 2017 in Zhengzhou
  - 60 Meter (Halle): 6,60 s, 23. Februar 2017 in Xianlin